# Mackay Mountains
Mackay Mountains är ett berg i Antarktis. Det ligger i Västantarktis. Inget land gör anspråk på området. Toppen på Mackay Mountains är 1 009 meter över havet.
Terrängen runt Mackay Mountains är platt. Trakten är obefolkad. Det finns inga samhällen i närheten.